# Jerry Richardson
Jerome Johnson Richardson Sr. (Spring Hope, 18 luglio 1936 – Charlotte, 1º marzo 2023) è stato un giocatore di football americano, imprenditore e dirigente sportivo statunitense, fondatore e proprietario per il 48% dei Carolina Panthers della National Football League (NFL).

## Biografia
Richardson fu scelto nel 13º giro del Draft NFL 1959 dai Baltimore Colts campioni in carica. Vi giocò per due stagioni, venendo premiato come rookie dell'anno dei Colts nel 1959 e ricevendo un passaggio da touchdown dal quarterback Johnny Unitas nella vittoriosa finale del campionato NFL 1959.
Dopo la sua esperienza nella NFL, Richardson ebbe una carriera di successo negli affari. Usò il suo bonus per la vittoria del campionato 1959 per aiutare Charles Bradshaw ad aprire il primo Hardee's a Spartanburg. I due finirono per possedere la catena Hardee's al 50%. Il business si espanse rapidamente e, dal quartier generale di Spartanburg, egli co-fondò Spartan Foods. In seguito fu amministratore delegato di Flagstar, all'epoca la più grande azienda alimentare della nazione, controllando 2.500 ristoranti e 100.000 dipendenti, andando in pensione nel 1995.
Il 26 ottobre 1993, Richardson divenne il primo giocatore della NFL ad essere il proprietario di una franchigia da George Halas, fondando i Carolina Panthers che furono approvati unanimemente con 29ª franchigia della lega.

## Palmarès
- Campionati NFL : 1

Baltimore Colts: 1959